# Zimbabue en los Juegos Paralímpicos de Atlanta 1996
Zimbabue estuvo representado en los Juegos Paralímpicos de Atlanta 1996 por dos deportistas masculinos. El equipo paralímpico zimbabuense no obtuvo ninguna medalla en estos Juegos.